# Benuaroa Village
Benuaroa Village är en ort i Kiribati.   Den ligger i örådet Nonouti och ögruppen Gilbertöarna, i den sydöstra delen av landet, 260 km sydost om huvudstaden Tarawa. Benuaroa Village ligger 15 meter över havet och antalet invånare är 162.
Terrängen runt Benuaroa Village är mycket platt.  Närmaste större samhälle är Rotuma Village, 13,9 km sydost om Benuaroa Village. 